# 富山村 (岡山県吉備郡)
富山村（とみやまそん / とみやまむら）は、岡山県吉備郡にあった村。現在の総社市の一部にあたる。

## 地理
高梁川中流左岸の高原に位置していた。

## 歴史
- 1889年（明治22年）6月1日、町村制の施行により、賀陽郡宇山村、種井村、延原村、槁村が合併して村制施行し、富山村が発足[1][2]。旧村名を継承した宇山、種井、延原、槁の4大字を編成[2]。
- 1893年（明治26年）洪水により大きな被害を受けた[2]。
- 1900年（明治33年）4月1日、郡の統合により吉備郡に所属[1][2]。
- 1952年（昭和27年）4月1日、吉備郡日美村、下倉村、水内村と合併し、町制施行し昭和町を新設して廃止された[1][2]。合併後、昭和町大字宇山・種井・延原・槁となる[2]。

### 地名の由来
将来ますます山が富むようにとの願いを込めて名付けられた。

## 産業
- 農業[2]
- 産物：米、麦、葉煙草、繭、コンニャク、薪炭、木炭[2]

## 教育
- 1890年（明治23年）簡易富山小学校が開校し、本校を延原に、第1支校を種井、第2支校を宇山に設置[2]。1891年（明治24年）尋常富山小学校に改称[2]。1896年（明治29年）本校と支校を統合し大字日羽に設置[2]。1912年（明治45年）高等科を併置し、1947年（昭和22年）富山小学校となる[2]。